# Тупая джудже
Тупаята джудже (Tupaia minor) е вид бозайник от семейство Tupaiidae.

## Разпространение и местообитание
Разпространен е в Бруней, Индонезия, Малайзия и Тайланд.